# Stéphanie Possamaï
Stéphanie Possamaï (ur. 30 lipca 1980) – francuska judoczka, brązowa medalistka olimpijska, brązowa medalistka mistrzostw świata, mistrzyni Europy.
Największym sukcesem zawodniczki jest brązowy medal igrzysk olimpijskich w Pekinie w kategorii do 78 kg. Ponadto jest brązową medalistką mistrzostw świata i mistrzynią Starego Kontynentu z 2007 roku. Startowała w Pucharze Świata w latach 1999, 2001, 2004, 2005, 2007 i 2009–2011.